# 兼六園
兼六園（けんろくえん）は、石川県金沢市に存在する日本庭園。国の特別名勝に指定されている。広さは約11.7ヘクタール。明治期から大正期にかけて名称を「兼六公園」としていたこともある（後述）。

## 概要
17世紀中期、加賀藩によって金沢城の外郭に造営された「大名庭園」を起源とする江戸時代を代表する池泉回遊式庭園であり、岡山市の後楽園と水戸市の偕楽園と並んで日本三名園の1つに数えられる。2009年3月16日発売の『ミシュラン観光ガイド』では、最高評価の3つ星に選ばれた。園名は、松平定信が『洛陽名園記』を引用し、宏大・幽邃・人力・蒼古・水泉・眺望の6つの景観を兼ね備えていることから命名した。四季それぞれに趣が深く、季節ごとにさまざまな表情を見せるが、特に雪に備えて行われる雪吊は冬の風物詩となっている。県内でも随一の桜・梅・紅葉の名所でもあり、日本さくら名所100選にも選ばれている。
金沢市の中心部に位置し、周辺には成巽閣、国立工芸館、石川県立美術館、金沢21世紀美術館、石川県政記念しいのき迎賓館を肇めとした文化施設（兼六園周辺文化の森）などの観光地があり、道路（百間堀通り）を隔てて橋一本で金沢城公園とも繋がっている。
兼六園の管理等に関しては石川県都市公園条例で定められており、石川県都市公園条例施行規則で開園時間や入園料、無料入園期間などが定められている。

## 歴史

### 江戸時代
1676年（延宝4年）、加賀藩5代藩主の前田綱紀が、金沢城に面する傾斜地にあった藩の御作事所を城内に移し、その跡地に自らの別荘である「蓮池御殿（れんちごてん）」を建ててその周りを庭園化したのが兼六園の始まりである。庭は当時は蓮池庭（れんちてい）と呼ばれ、歴代藩主や重臣らが観楓の宴などをする場として使われていたが、1759年（宝暦9年）4月10日に発生した宝暦の大火で焼失した。それから15年後の1774年（安永3年）、10代藩主前田治脩によって蓮池庭が再興され、同年に翠滝と夕顔亭、1776年（安永5年）には内橋亭を造り、庭園が整備された。また、蓮池庭上部にある平坦な場所で当時は空き地になっていた千歳台に藩校である明倫堂と経武館を建てた。
11代藩主の前田斉広は、1819年（文政2年）に37歳で隠居を表明した後、千歳台で自身の隠居所の建設を始め、藩校は現在のいしかわ四高記念公園の場所に移した。3年後の1822年（文政5年）には建坪4000坪・部屋数200を超える隠居所「竹沢御殿（たけざわごてん）」を完成し、この年に白河楽翁（松平定信）によって兼六園と命名された。斉広の死後、竹沢御殿は12代藩主前田斉泰によって取り壊されるが、斉泰は1837年（天保8年）に霞ヶ池を掘り広げたり、栄螺山を築いたり、姿形の良い木を植えるなどして庭を拡張・整備し、1860年（万延元年）には蓮池庭との間にあった塀を取り壊して、現在の形に近い庭園を築いた。

### 明治時代以後
長らく殿様の私庭として非公開だったが、1871年（明治4年）から日時を限っての公開が開始。同年に園内の山崎山の下に異人館が建てられ、噴水前には理化学校が開設された。1872年（明治5年）には異人館は成巽閣とともに国内初の博物館である金沢勧業博物館となった。同館は1909年（明治42年）に廃止されるが、その間1879年（明治12年）に図書館、1887年（明治20年）に金沢工業学校（後の石川県立工業高等学校）が附属されるなど、大規模なものに拡張された。
1874年（明治7年）5月7日から正式に一般公開され、1876年（明治9年）には兼六園観光案内組合が組織され、積極的な観光利用の歴史が始まった。なお、1874年5月の正式開放から1924年（大正13年）3月に旧称に復すまで名称を「兼六公園」としていた。24時間開放されていたが、石の持ち去りや灯籠の破壊などが後を絶たず、保存徹底の声が上がるようになり、維持・保存費用捻出も兼ねて1976年（昭和51年）から有料とし、時間を限って公開されるようになった。1985年（昭和60年）に特別名勝に指定された。

### 年表
- 1676年（延宝4年）：前田綱紀が蓮池御殿を造り、その周辺に蓮池庭を作庭。
- 1759年（宝暦9年）：4月10日、宝暦の大火で蓮池庭が焼失。
- 1792年（寛政4年）：3月、現在の園内に藩校の明倫堂が開校。
- 1822年（文政5年）：松平定信が「兼六園」と命名。前田斉広の隠居所・竹沢御殿が完成。
- 1851年（嘉永4年）：9月、竹沢御殿が取り壊される。
- 1863年（文久3年）：7月、成巽閣が完成。
- 1871年（明治4年）：1月、山崎山の下に異人館が完成。正月から9月までの年間19日間、初めて一般に開放される。
- 1874年（明治7年）：2月、太政官布告にもとづいて兼六園が公園に認可される。5月7日、正式に一般公開される。7月、園内に勧業博物館が創設される。
- 1878年（明治11年）：10月、明治天皇が北陸御巡幸で兼六園を訪問。
- 1880年（明治13年）：10月、明治紀念之標が建立される。
- 1922年（大正11年）：3月8日、名勝に指定される。
- 1924年（大正13年）：5月、室生犀星の招きで芥川龍之介が園内の三芳庵別荘に滞在。
- 1928年（昭和3年）：11月、兼六園菊桜が天然記念物に指定される。
- 1930年（昭和5年）：12月14日、前田慶寧の銅像ができる[8]。
- 1976年（昭和51年）：9月1日、入園料が有料となる[9]。
- 1985年（昭和60年）：3月20日、特別名勝に指定される[10]。
- 1989年（平成元年）：5月、兼六園広坂休憩館が開館。
- 2000年（平成12年）：時雨亭が復元完成。
- 2018年（平成30年）：園内の専用水路、伏越施設の遺構などは「辰巳用水関連施設群」の一部として土木学会選奨土木遺産に選ばれる[11][12]。

### 名前の由来について

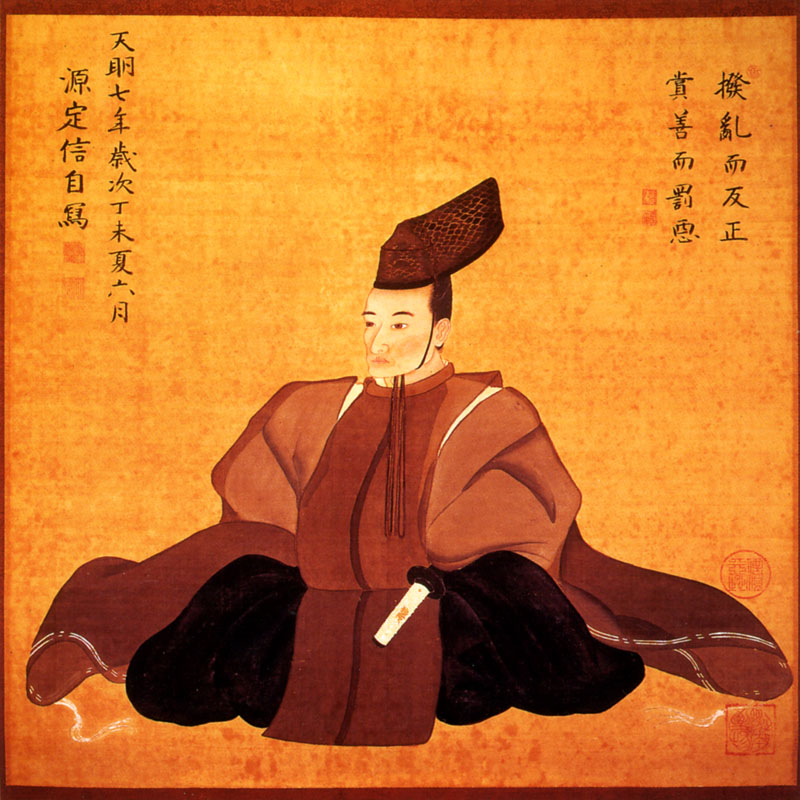
松平定信

兼六園の名前は1822年（文政5年）、前田斉広の依頼に応じて白河藩主だった松平定信（白河落翁）が命名したとされることが多い。兼六の語源は宋の詩人・李格非の『洛陽名園記』の中で中国洛陽の名園・湖園を「宏大・幽邃・人力・蒼古・水泉・眺望の六つを兼ね備える名園」と謳った文をもとに命名した。その文は以下の通り。
しかし、松平定信自筆「花月日記」文政5年（1822年）9月20日の記載には、「大塚へ行。秋色をミて、ただちにかへる。加賀の大守より額字をこふ。兼六園とて、たけ三尺ニ横九尺也。兎ぐの額にハいとけやけし、兼六とハいかがと、とひにやりぬ。」とあり、兼六園の額字を頼まれた松平定信が兼六園の意味を知らなかったことから、この時点ですでに兼六園という名前があったことがわかる。
また、「明治園芸史」220頁に「前田候第12世斉広朝臣、証金龍造園竣功の後に、此湖園記文より、兼六という文字を取りて、園名と為し、白河少将楽翁公の揮毫を請ひて、扁額を作り、之を園門に揚げられしと云ふ、」とあり、加賀藩主斉広が命名したことがわかる。
定信が揮毫した扁額は現在、石川県立伝統産業工芸館に展示されている。
兼六園は、小立野台地の先端部に位置していることから、園内に自然の高低差がある。これによって、園路を登りつめていく際の幽邃な雰囲気と、高台にある霞ヶ池周辺の宏大さ、眼下の城下町の眺望を両立させている。

## 園内施設

### 徽軫灯籠
| 秋：徽軫灯籠と霞ヶ池 |  | 冬：徽軫灯籠と霞ヶ池 |
| 秋：徽軫灯籠と霞ヶ池 |  | 冬：徽軫灯籠と霞ヶ池 |

読みは「ことじとうろう」。霞ヶ池の北岸に位置する灯籠で、兼六園を代表する景観となっている。脚が二股になっており、琴糸を支える琴柱に似ていることから名付けられた。高さ2.7メートルの灯籠の脚は、長さが異なる。1863年（文久3年）の「兼六園絵巻」には、現在とは別の場所に両脚が同じ長さで立っている姿が見えることから、明治維新前後に何らかの理由により、片足が短い形で現在の場所に移されたと考えられる。現在の灯籠は昭和53年に設置された2代目。現在の2代目の灯籠を含め、昭和37年から54年までの間に池の中に6度倒され、破損されたため、初代灯籠は公園事務所に保管されている。

### 噴水

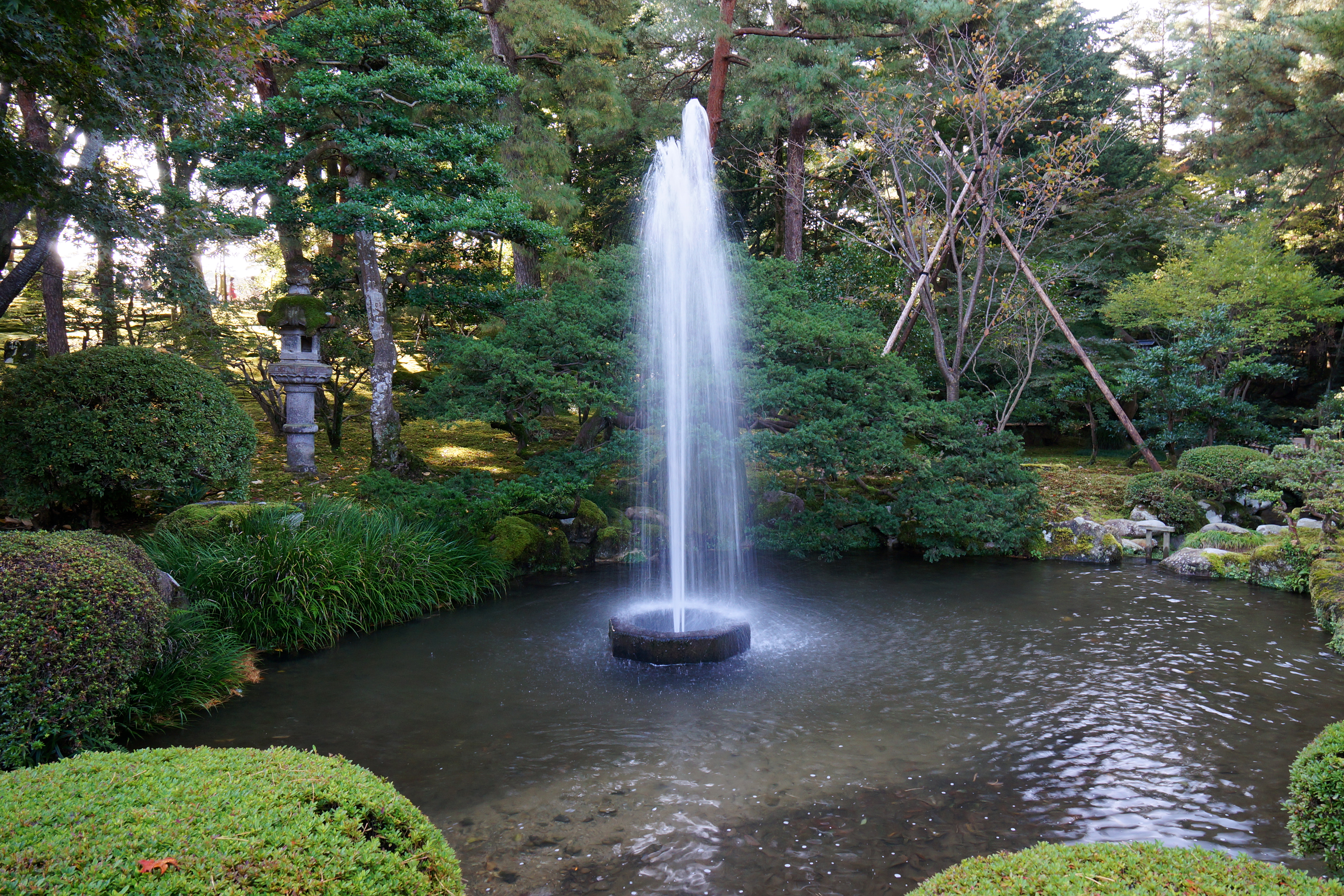
噴水

12代藩主前田斉泰が金沢城二の丸に噴水を上げるために試作したとされ、日本に現存する最も古い噴水であるといわれる。噴水のある場所より高い位置にある園内の水源・霞ヶ池から石管で水を引き、水位の高低差だけを利用して、水を噴き上げさせている。そのため、水が噴き上がる最高点は、ほぼ霞が池の水面の高さに相当する。ポンプなどの動力は一切用いておらず、位置エネルギーのみを利用したものである。

### 明治紀念之標

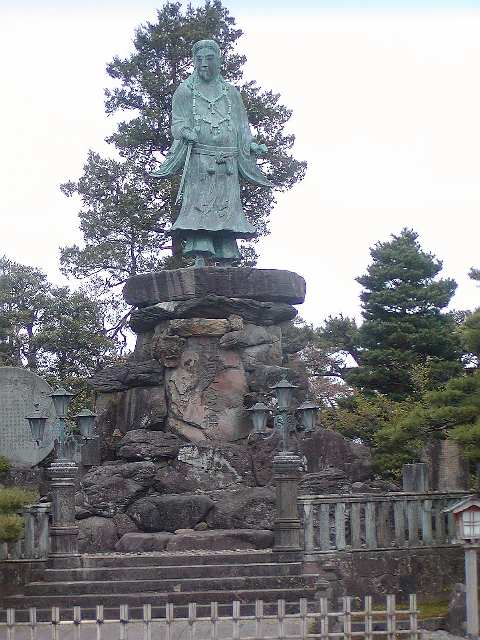
明治紀念之標

1880年（明治13年）に西南戦争で戦死した石川県戦士400人を慰霊するために建てられ、日本最初の屋外人物の銅像である。中央に日本武尊像（身長5.5m）、左に石川県戦士忠碑があり、両脇には京都の東本願寺・西本願寺の門跡から移された手向松が植えられている。明治記念之標の土台となっている石は、もともと金沢城玉泉院丸庭園にあったものである。西南戦争での戦死者を、九州の熊襲を平定したヤマトタケルになぞらえ建立された。
なお、この日本武尊像には、「ハトが寄り付かない」という逸話がある。金沢大学名誉教授の廣瀬幸雄は、このことを研究対象として、像の構成要素を調べることで「鳥を寄せ付けない合金」を開発し、2003年のイグノーベル賞を受賞した。

### 時雨亭
5代藩主前田綱紀の頃からあった建物で、明治時代に取り壊された。2000年（平成12年）に現在地に復元され、休憩処として来園者に開放されている。

### 唐崎松

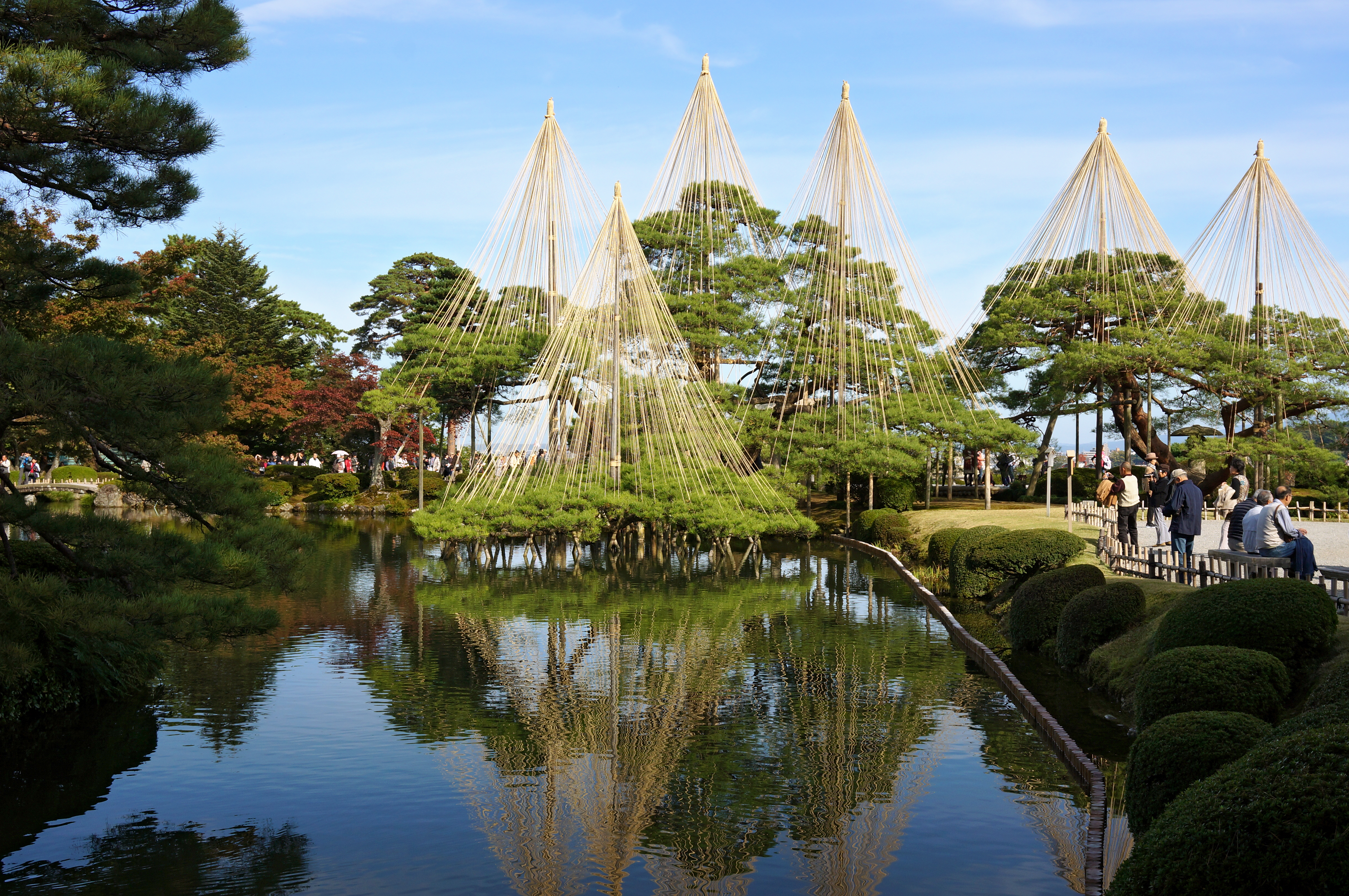
唐崎松の雪吊

霞ヶ池に面して立っているクロマツの木。13代藩主斉泰が、近江八景の一つである琵琶湖畔の唐崎から種子を取り寄せて育てたものである。

### 兼六園菊桜と兼六園熊谷
兼六園菊桜は300枚以上の花弁がつく兼六園発祥の桜の品種で、初代は慶應年間（1865～1868）に孝明天皇より前田斉泰に下賜されたという伝承があり「御所桜」とも呼ばれて1928年（昭和3年）に天然記念物に指定されたが1970年（昭和45年）に枯死した。ただし枯死した時点で樹齢250年以上と判定されているので下賜の件はあくまでも伝承に留まる。なお現在の菊桜は接ぎ木で増殖した2代目だが樹勢が弱い。これとは別に兼六園発祥の桜の品種としては、大輪で濃い目の淡紅色の花弁を付ける一重咲きの兼六園熊谷も存在し、こちらは樹勢が強く見栄えがする。

### 栄螺山
前田家12代前田斉広が建設した竹沢御殿は、同13代前田斉泰に取り壊され、竹沢庭の改修が行われた。1837年（天保8年）には、泉水の付け替え、掘り足しの工事が行われ、掘った排土を用いて、栄螺山が築かれた。1839年（天保10年）には、山頂に三重の石塔が建てられた。この石塔は、真龍院と栄操院が、斉広の供養のために建立したもので、戸室山から切り出した石で造られている。

### 雁行橋
雁行橋は、11枚の赤戸室石を、雁が夕空を飛んで行くように作られていることから名付けられている。1枚1枚の石が亀の甲の型をしているため、亀甲（きっこう）橋の別名がある。この橋を渡ると長生きができるということから、大勢の人が渡ったために、石がすり減ってしまい、今は渡ることができない。

### その他の施設
- 根上松
- 山崎山
- 内橋亭
- 夕顔亭
- 虹橋
- 船見御亭
- 雪見灯籠
- 月見灯籠
- 梅林
- 鶺鴒島の相生の松

など

### ギャラリー

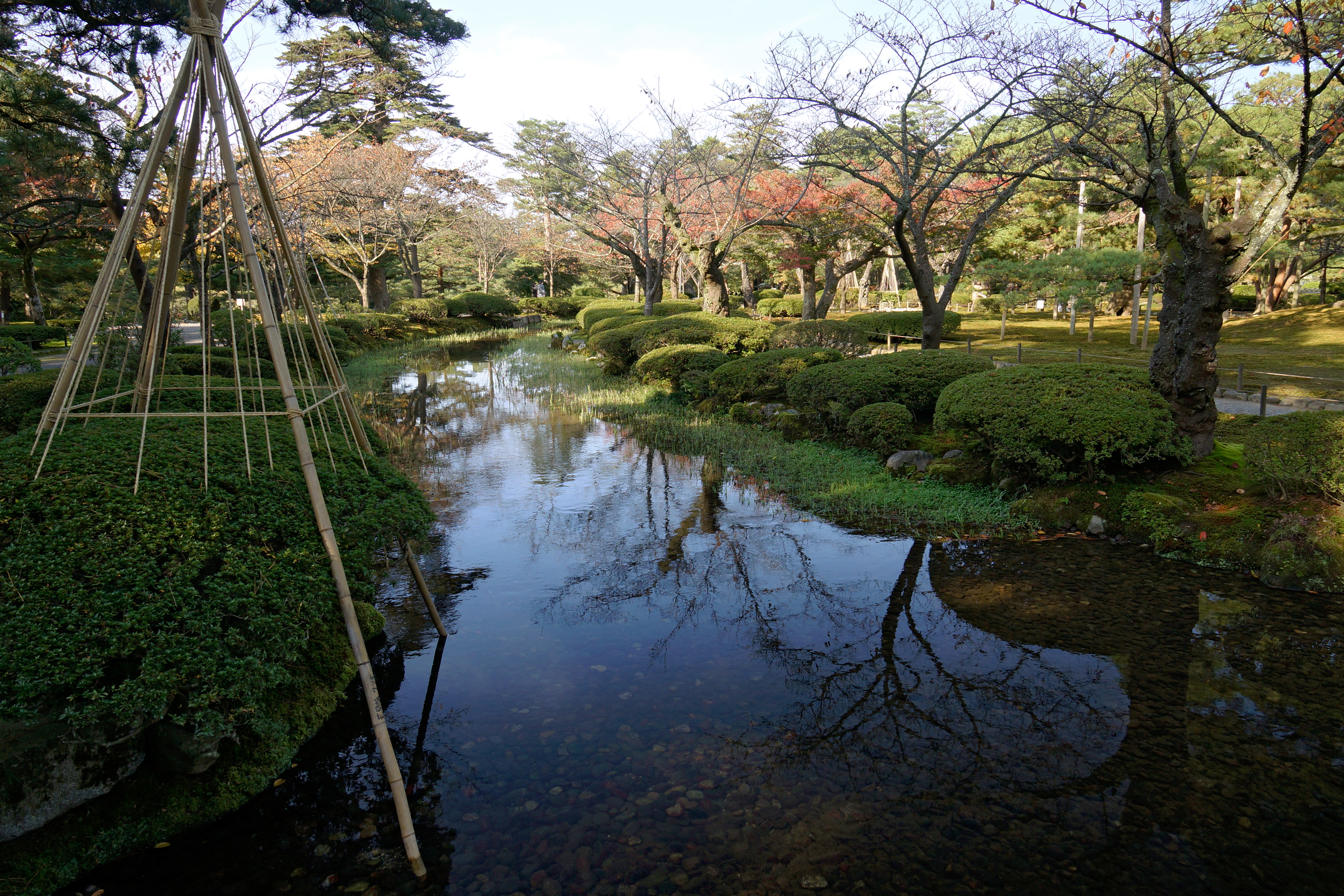
辰巳用水
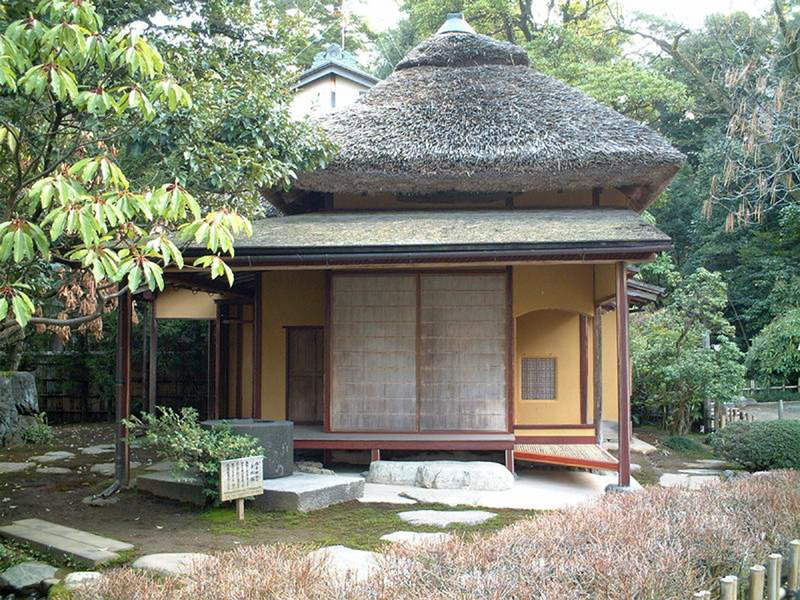
茶室夕顔亭
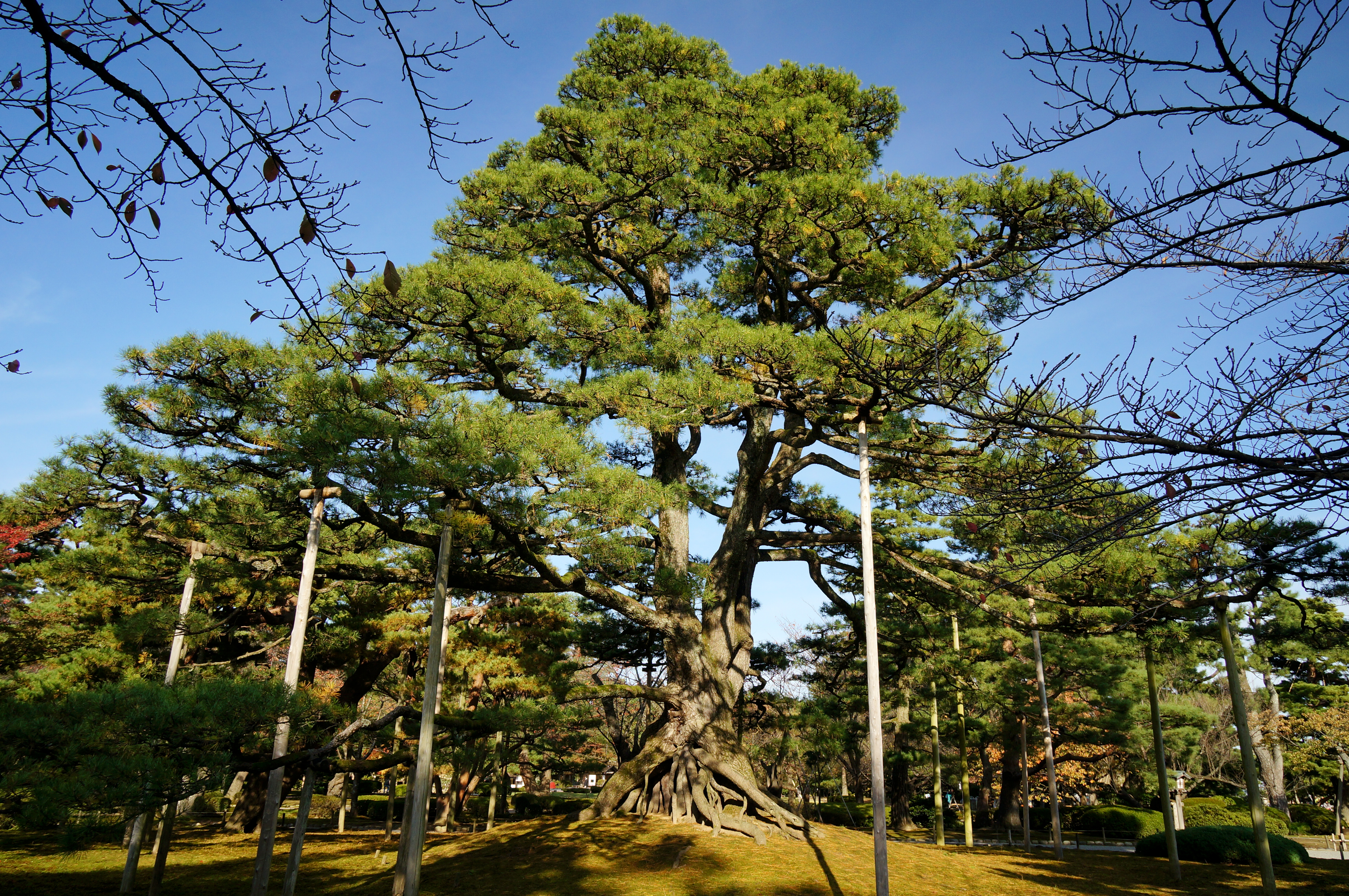
根上松
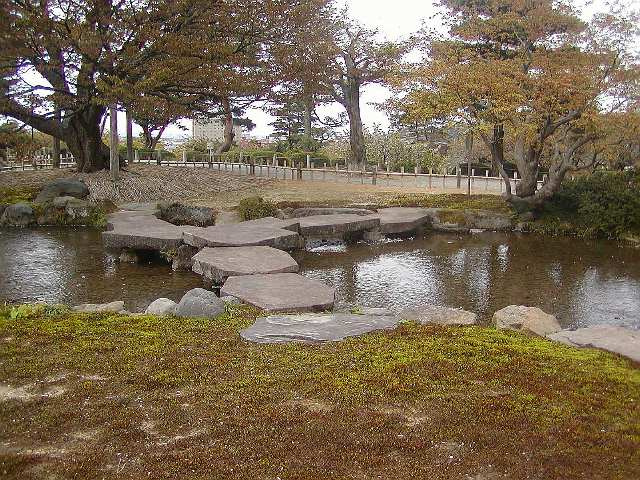
雁行橋
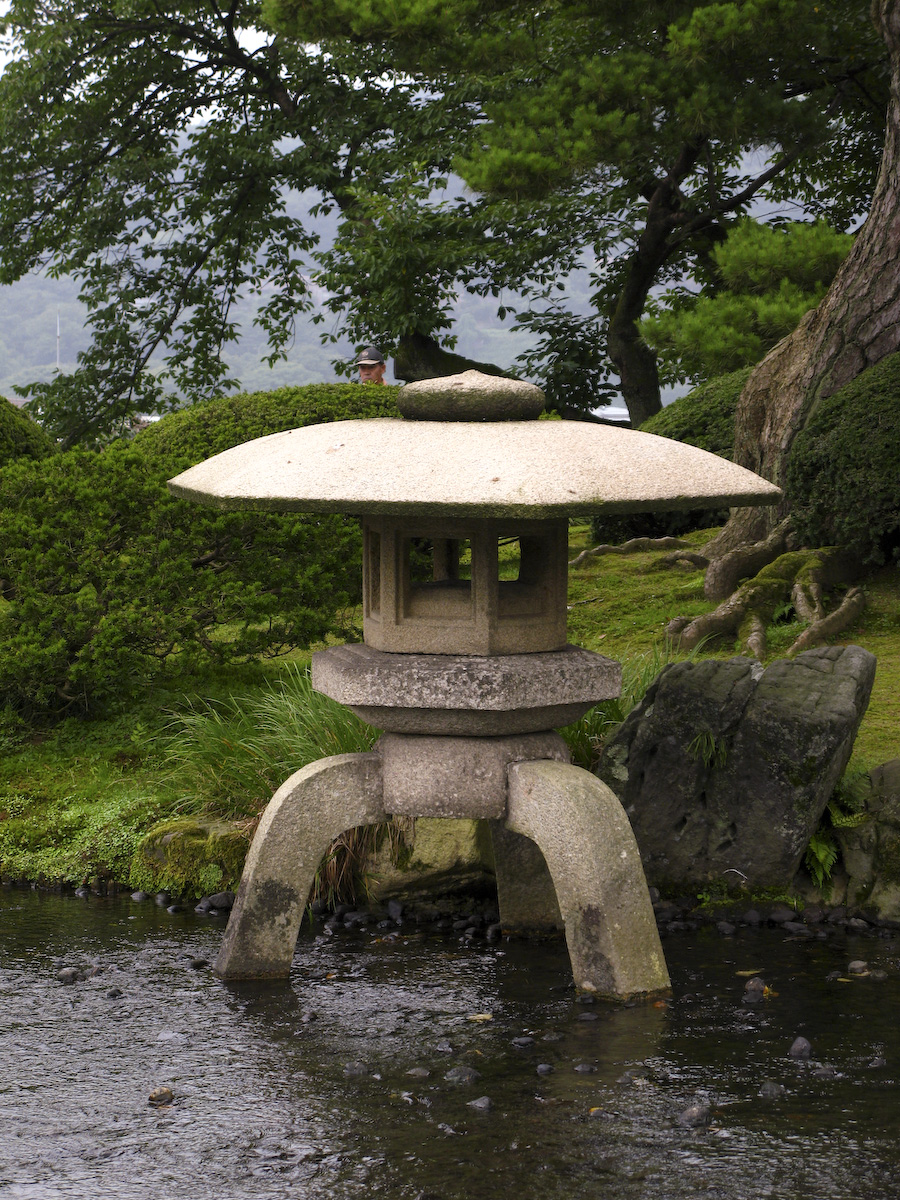
雪見灯籠
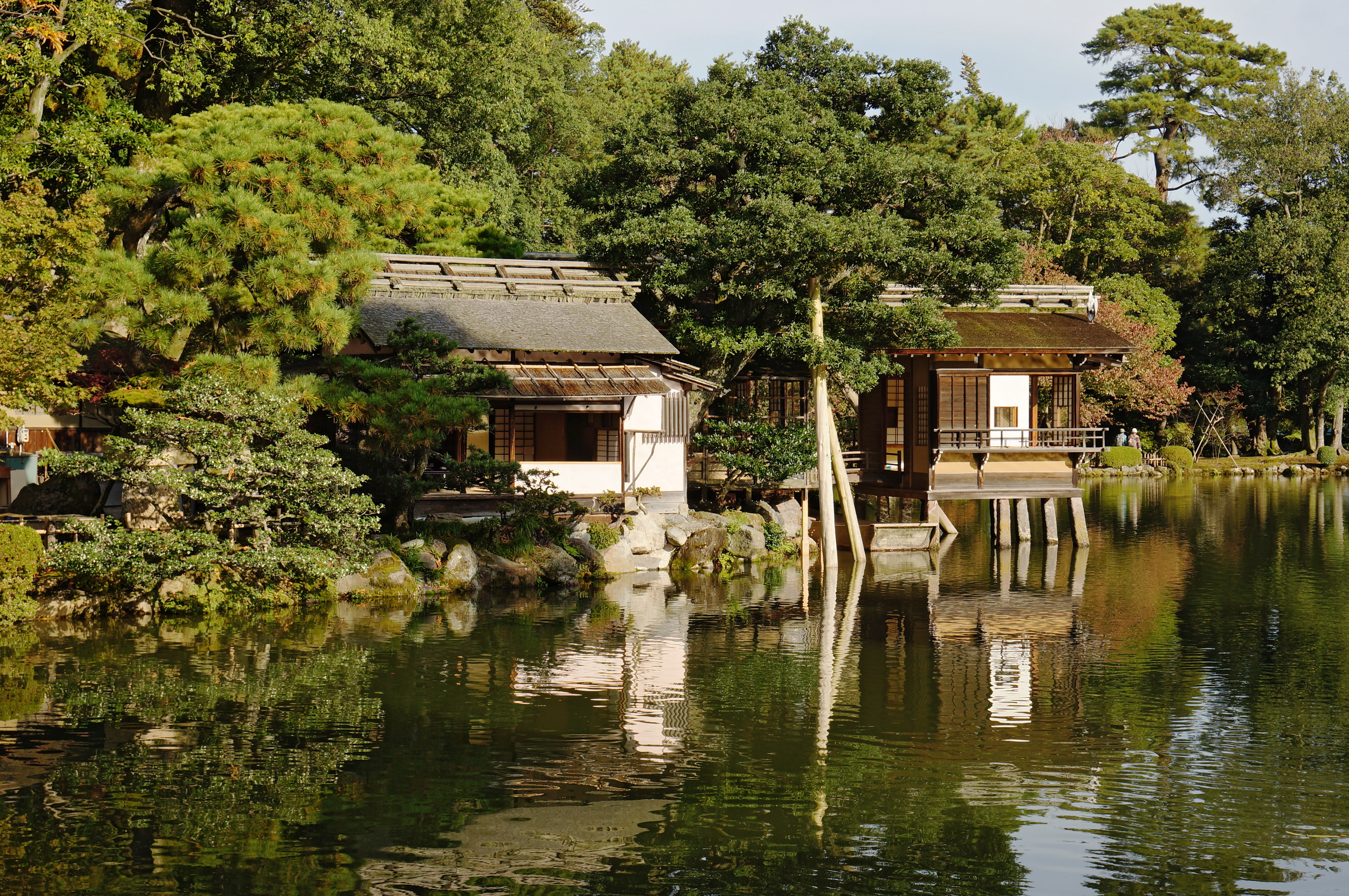
内橋亭
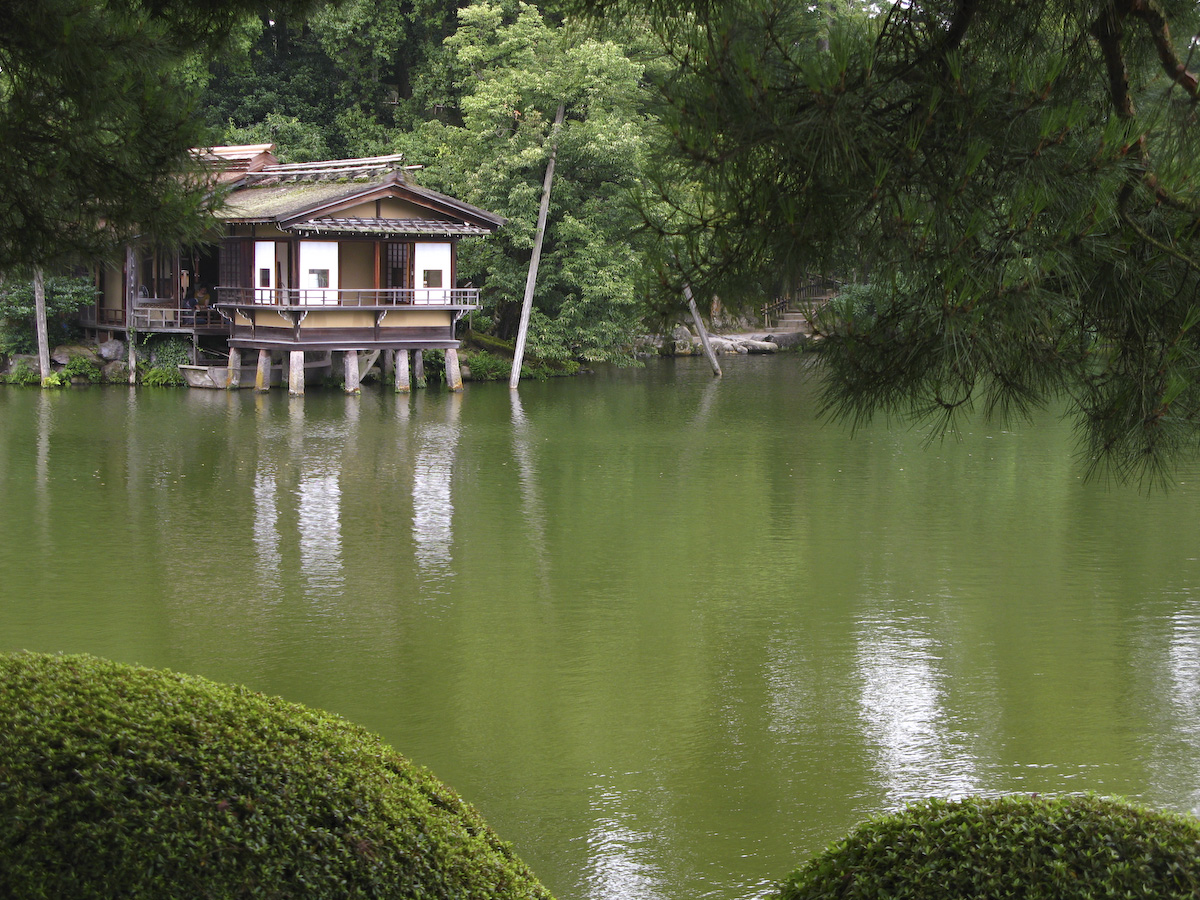
内橋亭と霞ヶ池
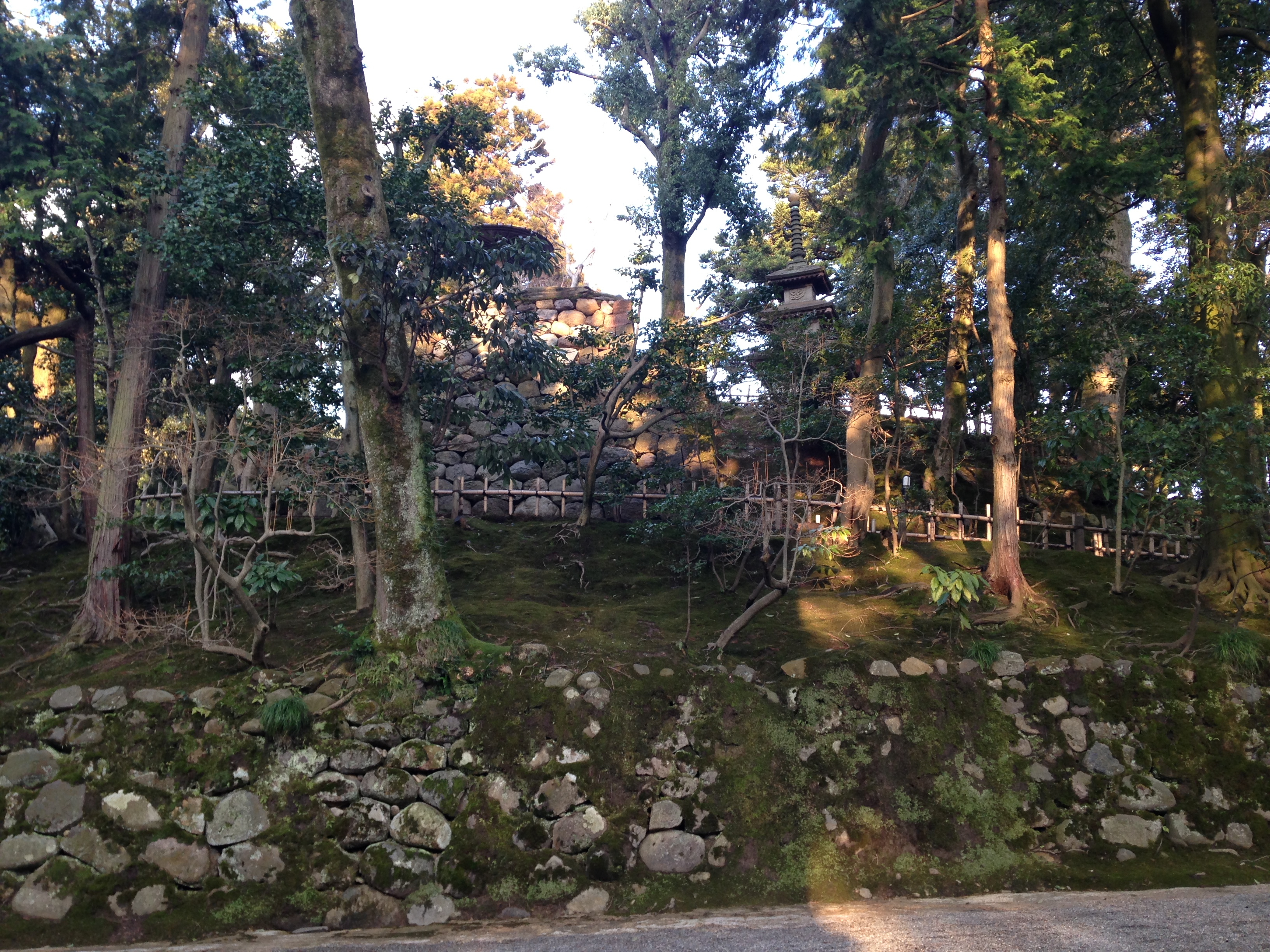
栄螺山
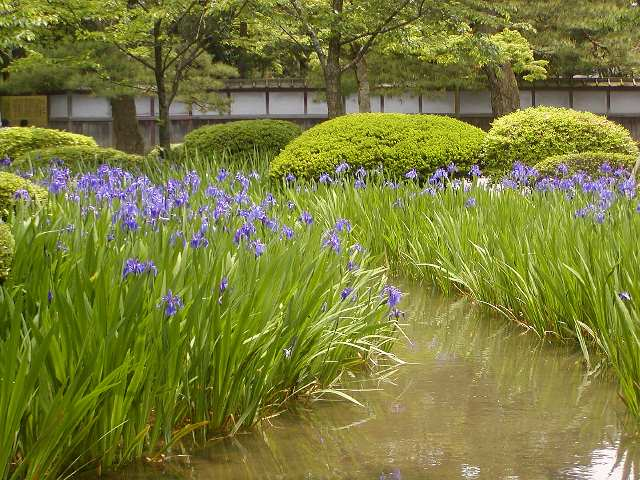
曲水のカキツバタ
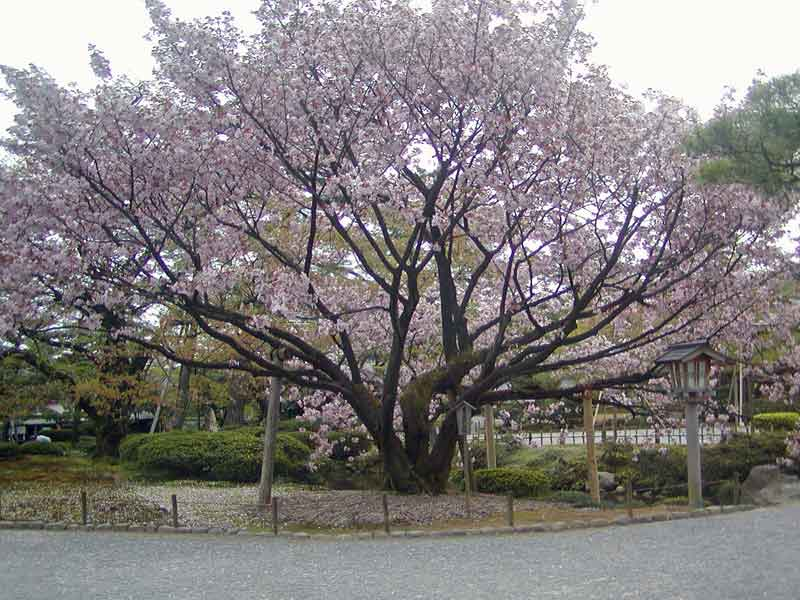
ケンロクエンクマガイ
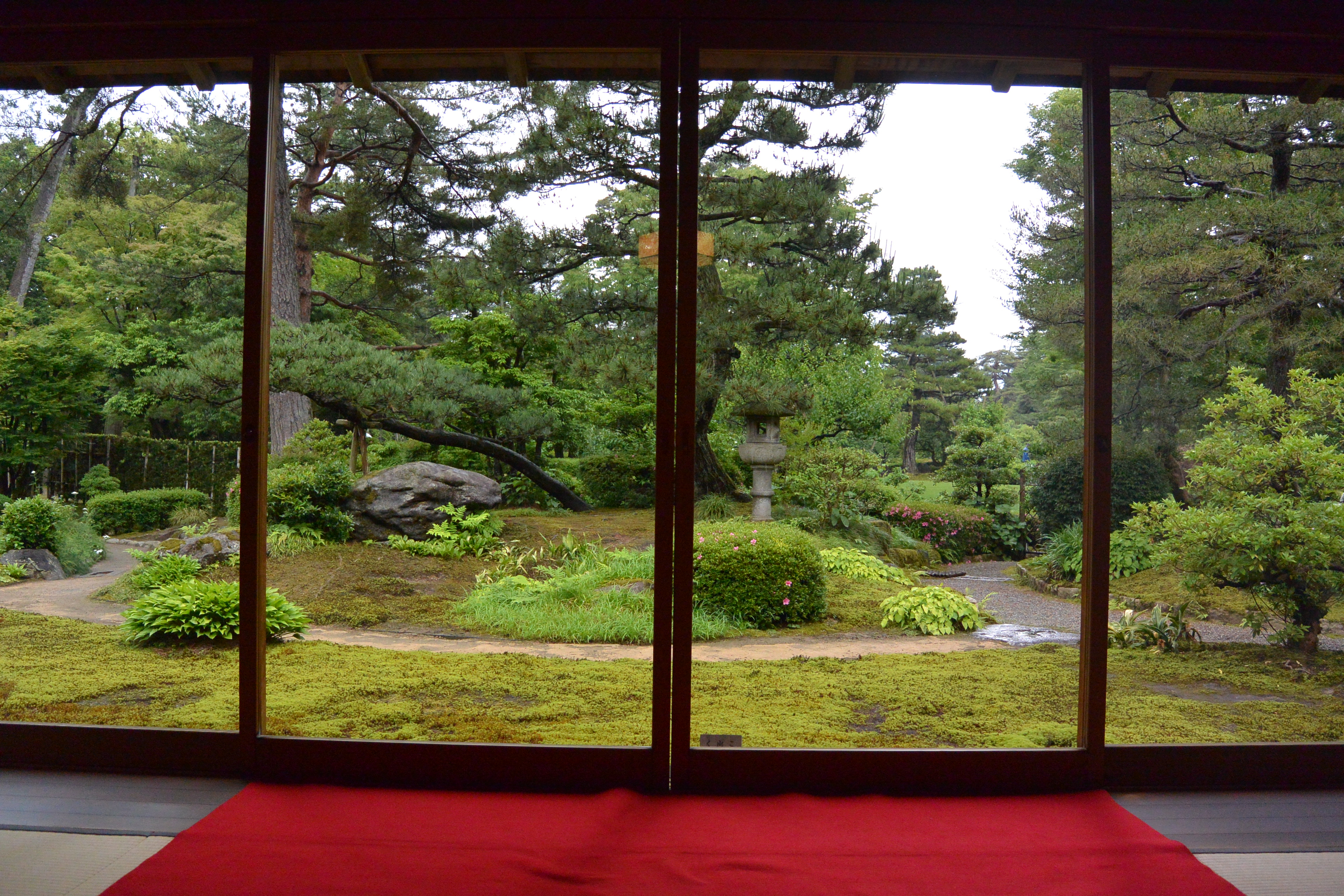
茶室「時雨亭」からの眺め
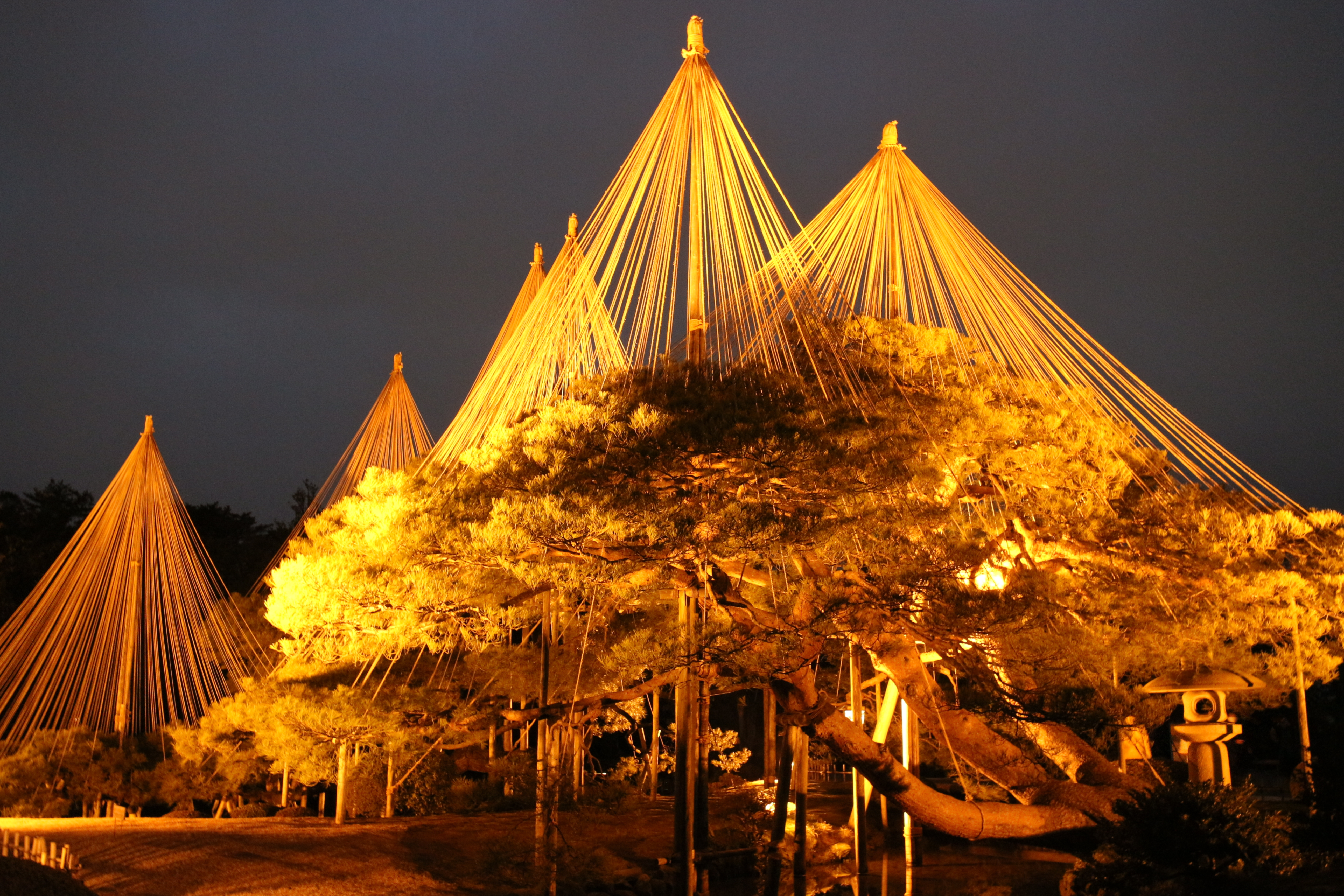
夜の兼六園

## 隣接・近隣施設

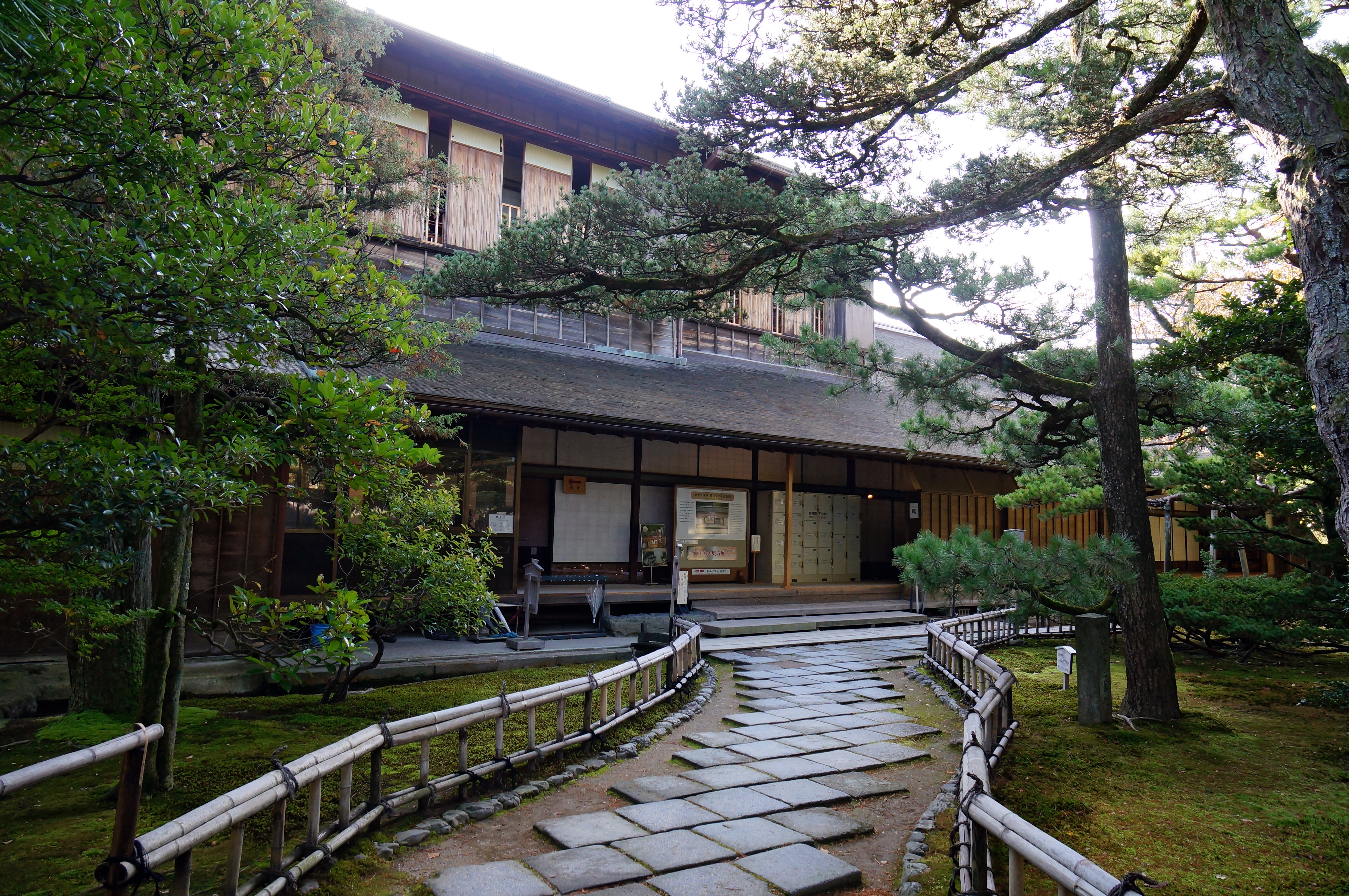
成巽閣
園の東南側に位置し、1863年（文久3年）に前田斉泰が母親である眞龍院の隠居所として建てられた。金沢城から見て巽（東南）の方向にあること、京都の鷹司家が辰巳殿と呼ばれていたことから当時は巽御殿と呼ばれていた。1929年（昭和4年）に飛鶴庭が国の名勝に指定された。建物は1938年（昭和13年）に当時の国宝保存法に基づき旧国宝（文化財保護法下の「重要文化財」に相当）に指定され、1950年（昭和25年）の文化財保護法施行に伴い重要文化財となっている。
石川県立美術館別館・石川県文化財保存修復工房
石川県立美術館別館・石川県文化財修復工房は、もともと石川県庁出羽町庁舎内にあった文化財修復工房を移転リニューアルしたもの。表具・漆芸品の各修復室と展示スペースなどからなり、展示スペースでは、実際に文化財を修復している現場を見学することが出来る。もともとは、1922年（大正11年）に陸軍第9師団長の官舎として建てられた木造2階建の洋館。戦後は家庭裁判所、児童会館、野鳥園などに使用され、2016年（平成28年）から現在の用途で使用されている。
その他の施設
- 金城霊澤 - 金沢の地名の由来となった湧き水。

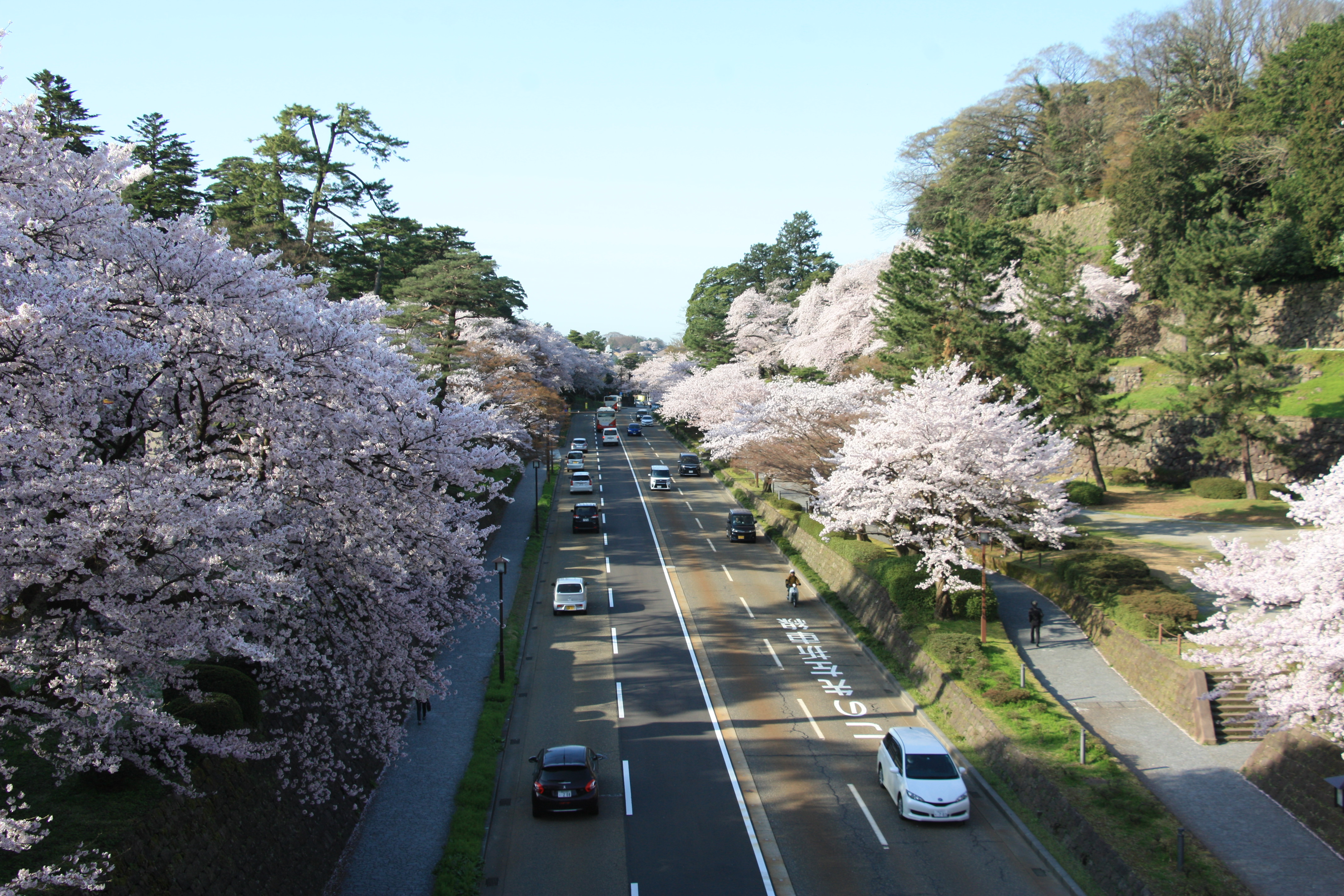
兼六園と金沢城公園を隔てる県道10号線

- 金沢神社
- 石川県立伝統産業工芸館
- 金沢城公園
- 石川護国神社兼六園と金沢城公園を隔てる県道10号線

## 交通
車
北陸自動車道金沢森本ICまたは金沢東IC、もしくは金沢西ICから金沢市中心部方向へ車で15 - 25分。
公共交通機関
金沢駅より城下まち金沢周遊バス、北鉄バスまたは西日本ジェイアールバス「兼六園下・金沢城」バス停下車、徒歩5分。
金沢ふらっとバス材木ルート「兼六園下」バス停から徒歩約3分。
このほか、「広坂・21世紀美術館」バス停が真弓坂口に近い。
レンタサイクル
まちのりの[15]兼六園ポートと[16]兼六園下ポートが近くに設置されている。

## 周辺施設
- 金沢城公園
- 石川県観光物産館
- 本多の森公園
  - 石川県立美術館
  - 国立工芸館
  - 石川県立歴史博物館
  - 加賀本多博物館
  - 石川県立能楽堂
- 石浦神社
- 金沢21世紀美術館
- 独立行政法人国立病院機構金沢医療センター
- 本多の森北電ホール
- 白鳥路温泉

## 兼六町

### 沿革
- 1964年（昭和39年）4月1日 - 住居表示実施により、兼六通二丁目の全部と兼六通一丁目・兼六通三丁目・出羽町一番丁・大手町・下本多町三番丁の各一部をもって成立[29]。

### 世帯数と人口
2018年（平成30年）4月1日現在の世帯数と人口は以下の通りである。
| 町丁   | 世帯数 | 人口 |
| ------ | ------ | ---- |
| 兼六町 | 24世帯 | 49人 |

### 小・中学校の学区
市立小・中学校に通う場合、学区は以下の通りとなる。
| 街区 | 住居番号 | 小学校               | 中学校               |
| ---- | -------- | -------------------- | -------------------- |
| 1    | 1〜6号   | 金沢市立小立野小学校 | 金沢市立紫錦台中学校 |
| 1    | 7号以降  | 金沢市立兼六小学校   | 金沢市立兼六中学校   |
| 2    | 全部     | 金沢市立兼六小学校   | 金沢市立兼六中学校   |